# Systèmes multidimensionnels
Dans la théorie des systèmes mathématique, un système multidimensionnel ou un système mD est un système dans lequel non seulement une variable indépendante existe (comme le temps), mais il existe plusieurs variables indépendantes.
Des problèmes importants tels que factorisation et  stabilité des systèmes m - D (m > 1) polynomials. ont récemment suscité l’intérêt de nombreux chercheurs et praticiens . La raison en est que la factorisation et la stabilité ne sont pas une extension directe de la factorisation et de la stabilité des systèmes 1-D, car, par exemple, le théorème fondamental de l'algèbre n'existe pas dans l'anneau  ring of m-D (m > 1) polynomials.

## Applications
Les systèmes multidimensionnels ou «m» - D constituent le fondement mathématique nécessaire au traitement numérique de l'image avec de nombreuses applications en biomédecine, technologie à rayons X et communications par satellite,.
Certaines études combinent également des systèmes m -D avec équations aux dérivées partielles (EDP).

## Modèle linéaire multidimensionnel d'espace à états
Un modèle d'espace d'état est une représentation d'un système dans lequel l'effet de toutes les valeurs d'entrée "antérieures" est contenu par un vecteur d'état. Dans le cas d'un système m - d, chaque dimension a un vecteur d'état qui contient l'effet des entrées précédentes par rapport à cette dimension. La collection de tous ces vecteurs d'état dimensionnels en un point constitue le vecteur d'état total au point.
Considérons un système bidimensionnel linéaire (2d) uniforme et discret qui est invariant dans l’espace et qui est causal. Il peut être représenté sous forme de matrice-vecteur comme suit, :
Représente le vecteur d’entrée en chaque point {\displaystyle (i,j)} par {\displaystyle u(i,j)}, le vecteur de sortie par {\displaystyle y(i,j)} le vecteur d'état horizontal par {\displaystyle R(i,j)} et le vecteur d'état vertical par {\displaystyle S(i,j)}. Ensuite, l'opération à chaque point est définie par:
{\displaystyle {\begin{aligned}R(i+1,j)&=A_{1}R(i,j)+A_{2}S(i,j)+B_{1}u(i,j)\\S(i,j+1)&=A_{3}R(i,j)+A_{4}S(i,j)+B_{2}u(i,j)\\y(i,j)&=C_{1}R(i,j)+C_{2}S(i,j)+Du(i,j)\end{aligned}}}
où {\displaystyle A_{1},A_{2},A_{3},A_{4},B_{1},B_{2},C_{1},C_{2}} et {\displaystyle D} sont des matrices de dimensions appropriées.
Ces équations peuvent être écrites de manière plus compacte en combinant les matrices:
{\displaystyle {\begin{bmatrix}R(i+1,j)\\S(i,j+1)\\y(i,j)\end{bmatrix}}={\begin{bmatrix}A_{1}&A_{2}&B_{1}\\A_{3}&A_{4}&B_{2}\\C_{1}&C_{2}&D\end{bmatrix}}{\begin{bmatrix}R(i,j)\\S(i,j)\\u(i,j)\end{bmatrix}}}
Étant donné les vecteurs d'entrée {\displaystyle u(i,j)} à chaque point et aux valeurs d'état initiales, la valeur de chaque vecteur de sortie peut être calculée en effectuant de manière récursive l'opération ci-dessus.

## Fonction de transfert multidimensionnel
Un système bidimensionnel linéaire discret est souvent décrit par une équation de différence partielle sous la forme: {\displaystyle \ sum_{p,q=0,0}^{m,n}a_{p,q}y(ip,jq)=\ sum_{p,q=0,0}^{m,n}b_{p,q}x(ip,jq)}
où {\displaystyle x(i,j)} est l'entrée et {\displaystyle y(i,j)} est la sortie au point {\displaystyle (i,j)} et {\displaystyle a_{p,q}} et {\displaystyle b_{p,q}} sont des coefficients constants.
Pour dériver une fonction de transfert pour le système, la transformée 2d  'Z'  est appliquée aux deux côtés de l'équation ci-dessus.
{\displaystyle \ sum_{p,q=0,0}^{m,n}a_{p,q}z_{1}^{-p}z_{2}^{-q}Y(z_{1},z_{2})=\ sum_{p,q=0,0}^{m,n}b_{p,q}z_{1}^{-p}z_{2}^{-q}X(z_{1},z_{2})}
La transposition donne la fonction de transfert {\displaystyle T(z_{1},z_{2})}:
{\displaystyle T(z_{1},z_{2})={Y(z_{1},z_{2})\ surX(z_{1},z_{2})}={\ sum_{p,q=0,0}^{m,n}b_{p,q}z_{1}^{-p}z_{2}^{-q}\ sur\ sum_{p,q=0,0}^{m,n}a_{p,q}z_{1}^{-p}z_{2}^{-q}}}
Donc, pour toute configuration de valeurs en entrée, la transformation 2d   - de la configuration est calculée puis multipliée par la fonction de transfert {\displaystyle T(z_{1},z_{2})} pour produire la  ' Z  '- transformation de la sortie du système.

## Réalisation d'une fonction 2d de transfert
Un traitement d’image ou une autre tâche de calcul md est souvent décrite par une fonction de transfert qui possède certaines propriétés de filtrage, mais il est souhaitable de la convertir en forme d’espace pour un calcul plus direct. Cette conversion est appelée réalisation de la fonction de transfert.
Considérons un système causal linéaire 2D spatialement invariant ayant une relation entrée-sortie décrite par:
{\displaystyle Y(z_{1},z_{2})={\ sum_{p,q=0,0}^{m,n}b_{p,q}z_{1}^{-p}z_{2}^{-q}\ sur\ sum_{p,q=0,0}^{m,n}a_{p,q}z_{1}^{-p}z_{2}^{-q}}X(z_{1},z_{2})}
Deux cas sont considérés individuellement: 1) la sommation inférieure est simplement la constante  '1'  2) la sommation supérieure est simplement une constante {\displaystyle k}. Le cas 1 est souvent appelé le cas «tout à zéro» ou «réponse impulsionnelle finie», alors que le cas 2 est appelé le cas «tout pôle» ou «réponse impulsionnelle infinie». La situation générale peut être mise en œuvre comme une cascade de deux cas individuels. La solution pour le cas 1 est considérablement plus simple que le cas 2 et est illustrée ci-dessous.

### Exemple: toute réponse impulsionnelle nulle ou finie
{\displaystyle Y(z_{1},z_{2})=\sum _{p,q=0,0}^{m,n}b_{p,q}z_{1}^{-p}z_{2}^{-q}X(z_{1},z_{2})}
Les vecteurs d'état auront les dimensions suivantes :
{\displaystyle R(1\times m),\quad S(1\times n),\quad x(1\times 1)} and {\displaystyle y(1\times 1)}
Chaque terme de la sommation implique une puissance négative (ou nulle) de {\displaystyle z_{1}} et de {\displaystyle z_{2}} qui correspond à un retard (ou décalage) le long de la dimension respective de l'entrée {\displaystyle x(i,j)}. Ce délai peut être affecté en plaçant {\displaystyle 1} le long de la super diagonale dans {\displaystyle A_{1}}. et les matrices {\displaystyle A_{4}} et les coefficients de multiplication {\displaystyle b_{i,j}} aux bons emplacements dans {\displaystyle A_{2}}. La valeur {\displaystyle b_{0,0}} est placée en haut de la matrice {\displaystyle B_{1}}, ce qui multiplie l'entrée {\displaystyle x(i,j)} et ajoutez-le au premier composant du vecteur {\displaystyle R_{i,j}}. De plus, une valeur de {\displaystyle b_{0,0}} est placée dans la matrice {\displaystyle D}, ce qui multipliera l'entrée {\displaystyle x(i,j)} et ajoutez-le à la sortie {\displaystyle y}. Les matrices apparaissent alors comme suit :
{\displaystyle A_{1}={\begin{bmatrix}0&0&0&\cdots &0&0\\1&0&0&\cdots &0&0\\0&1&0&\cdots &0&0\\\vdots &\vdots &\vdots &\ddots &\vdots &\vdots \\0&0&0&\cdots &0&0\\0&0&0&\cdots &1&0\end{bmatrix}}}
{\displaystyle A_{2}={\begin{bmatrix}0&0&0&\cdots &0&0\\0&0&0&\cdots &0&0\\0&0&0&\cdots &0&0\\\vdots &\vdots &\vdots &\ddots &\vdots &\vdots \\0&0&0&\cdots &0&0\\0&0&0&\cdots &0&0\end{bmatrix}}}
{\displaystyle A_{3}={\begin{bmatrix}b_{1,n}&b_{2,n}&b_{3,n}&\cdots &b_{m-1,n}&b_{m,n}\\b_{1,n-1}&b_{2,n-1}&b_{3,n-1}&\cdots &b_{m-1,n-1}&b_{m,n-1}\\b_{1,n-2}&b_{2,n-2}&b_{3,n-2}&\cdots &b_{m-1,n-2}&b_{m,n-2}\\\vdots &\vdots &\vdots &\ddots &\vdots &\vdots \\b_{1,2}&b_{2,2}&b_{3,2}&\cdots &b_{m-1,2}&b_{m,2}\\b_{1,1}&b_{2,1}&b_{3,1}&\cdots &b_{m-1,1}&b_{m,1}\end{bmatrix}}}
{\displaystyle A_{4}={\begin{bmatrix}0&0&0&\cdots &0&0\\1&0&0&\cdots &0&0\\0&1&0&\cdots &0&0\\\vdots &\vdots &\vdots &\ddots &\vdots &\vdots \\0&0&0&\cdots &0&0\\0&0&0&\cdots &1&0\end{bmatrix}}}
{\displaystyle B_{1}={\begin{bmatrix}1\\0\\0\\0\\\vdots \\0\\0\end{bmatrix}}}
{\displaystyle B_{2}={\begin{bmatrix}b_{0,n}\\b_{0,n-1}\\b_{0,n-2}\\\vdots \\b_{0,2}\\b_{0,1}\end{bmatrix}}}
{\displaystyle C_{1}={\begin{bmatrix}b_{1,0}&b_{2,0}&b_{3,0}&\cdots &b_{m-1,0}&b_{m,0}\\\end{bmatrix}}}
{\displaystyle C_{2}={\begin{bmatrix}0&0&0&\cdots &0&1\\\end{bmatrix}}}
{\displaystyle D={\begin{bmatrix}b_{0,0}\end{bmatrix}}}
,